# نقص اليود
نقص اليود هو فقر في عنصر اليود الزهيد.والذي يعد مهماً للغدة الدرقية والعمليات المرتبطة بها، والذي قد يتسبب بنقصه بالكثير من الأمراض والتي تختلف تبعاً لنوعها وشدتها ومنها: تضخم الغدة الدرقية (الذي يدعى تضخم الدرقية المتوطن) ،والإصابة بمتلازمة نقص اليود الخلقي والتي تسمى أيضا القماءة والتي ينتج عنها تأخر في تطور الأعضاء ومشاكل صحية أخرى. ويعد نقص اليود قضية مهمة في الصحة العامة كونه يعد سببا يمكن الوقاية والتخفيف منه للتخلف العقلي. وقد تناولت الكثير من الدراسات موضوع نقص اليود ومضاعفاته والأمراض التي قد تنتج عنه، لما له من تأثيرات كبيرة سواء أكانت على الحامل أم الأطفال، أو الرضع.
ويعد اليود عنصرا زهيدا مهما نظرا لدخوله في تكوين هرمونات الدرقية كهرمون الثاريوكسين وثالث يود الثيرونين.

## نقص اليود عند الحامل
يزداد احتياج المرأة بمقدار≥50% من اليود خلال الحمل، وقد يسبب نقص اليود قصور الغدة الدرقية عند الأم والجنين، وخلل في تطور الأعصاب عند الجنين. وتعتمد المضاعفات المصاحبة لذلك على شدة القصور ووقت حصوله. حيث تمت الإشارة إلى أن القماءة يعتبر من أكثر أنواع المرض شدة.
وقد أوضحت الدراسات أن تناول مكملات اليود الغذائية قبل أو خلال فترة الحمل الأولى يؤدي إلى الحد من ظهور أنواع جديدة لمرض القماءة، وزيادة وزن الطفل عند الولادة، وتقليل معدل وفاة الأطفال التي قد تحدث إما قبل الولادة أو بعد الولادة، وزيادة معدل النمو لدى الأطفال من 10-20%.
كما وقد أثبتت الدراسات أن الشعوب التي تعاني من نقص اليود لدى أفرادها يقدر معدل الذكاء لديهم IQ من 12-13.5 نقطة. كما وقد قامت كل المناطق التي تفتقرلليود بشكل كبير للاتجاه لحلول تقتضي بها توصيل اليود لمحتاجيها ؛ كوضع اليود ضمن الملح لضمان وصوله وتحسين صحة الأم والجنين، ويتم الآن إضافته للخبز أيضاً.
الأمراض المرتبطة بنقص اليود.
1- تضخم الغدة الدرقية.
2- بمتلازمة نقص اليود الخلقي.